# Alexis Dormal
Alexis Dormal, né le 30 janvier 1977 à Bruxelles (région de Bruxelles-Capitale), est un dessinateur et coloriste de bande dessinée belge francophone.

## Biographie

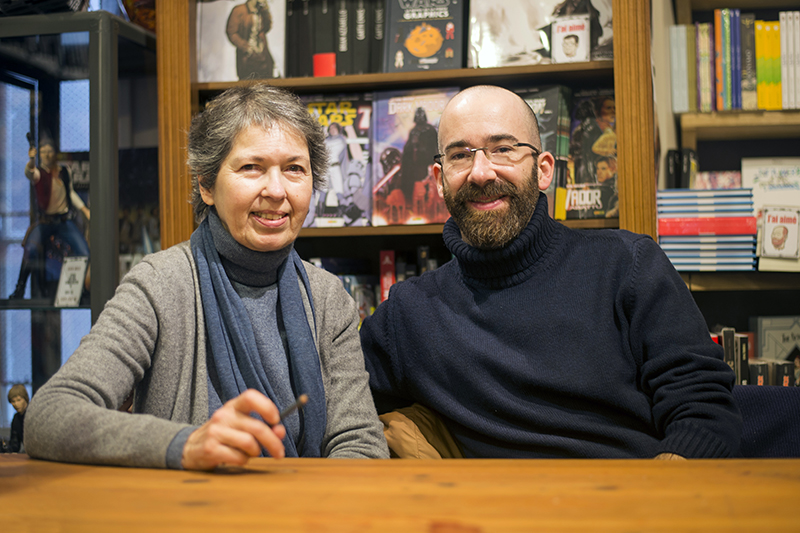
Dominique Roques et Alexis Dormal en dédicace à Nantes en 2016.

Alexis Dormal naît le 30 janvier 1977 à Bruxelles. Alexis Dormal étudie à l'école Émile-Cohl située à Lyon. Il dit être profondément marqué par Mafalda, qu'il considère comme la sœur qu'il n'a pas eu et par Calvin et Hobbes. Il crée le personnage de Pico Bogue sur un scénario de sa mère, Dominique Roques.
À la suite du succès de Pico Bogue, ils créent une série parallèle autour de la petite sœur de leur personnage, Ana Ana.
Paru en 2020, le tome 12 de Pico Bogue, intitulé Inséparables, figure dans la sélection pour le fauve d'or au Festival d'Angoulême 2021.

## Œuvres

### Séries
Pico Bogue, scénario de Dominique Roques, Dargaud
- 1. La Vie et moi[4], Dargaud, Paris, mai 2008
Scénario : Dominique Roques - Dessin et couleurs : Alexis Dormal -  (ISBN 978-2-205-06074-4)
- 2. Situations critiques, Dargaud, Paris, mars 2009
Scénario : Dominique Roques - Dessin et couleurs : Alexis Dormal -  (ISBN 978-2-205-06206-9)
- 3. Question d'équilibre, Dargaud, Paris, 13 novembre 2009
Scénario : Dominique Roques - Dessin et couleurs : Alexis Dormal -  (ISBN 9782205063578)
- 4. Pico love, Dargaud, Paris, 12 novembre 2010
Scénario : Dominique Roques - Dessin et couleurs : Alexis Dormal -  (ISBN 9782205065213)
- 5. Légère contrariété[5], Dargaud, Paris, 4 novembre 2011
Scénario : Dominique Roques - Dessin et couleurs : Alexis Dormal -  (ISBN 9782205068153)
- 6. Restons calmes, Dargaud, Paris, 8 novembre 2013
Scénario : Dominique Roques - Dessin et couleurs : Alexis Dormal -  (ISBN 9782205071436)
- 7. Cadence infernale, Dargaud, Paris, 31 octobre 2014
Scénario : Dominique Roques - Dessin et couleurs : Alexis Dormal -  (ISBN 978-2-205-07289-1)
- 8. L'Original[6],[7], Dargaud, Paris, 6 novembre 2015
Scénario : Dominique Roques - Dessin et couleurs : Alexis Dormal -  (ISBN 978-2-205-07415-4)
- 9. Carnet de bord[8],[9], Dargaud, Paris, 10 novembre 2016
Scénario : Dominique Roques - Dessin et couleurs : Alexis Dormal -  (ISBN 9782205075649)
- 10. L'Amour de l'art[10], Dargaud, Paris, 3 novembre 2017
Scénario : Dominique Roques - Dessin et couleurs : Alexis Dormal -  (ISBN 9782205077421)
- 11. L'Heure est grave[11], Dargaud, Paris, 19 avril 2019
Scénario : Dominique Roques - Dessin et couleurs : Alexis Dormal -  (ISBN 9782205078015)
- 12. Inséparables, Dargaud, Paris, 25 septembre 2020
Scénario : Dominique Roques - Dessin et couleurs : Alexis Dormal -  (ISBN 9782205084924)
- 13. Sur le chemin, Dargaud, Paris, 17 septembre 2021
Scénario : Dominique Roques - Dessin et couleurs : Alexis Dormal -  (ISBN 9782205089097)
- 14. Un calme fou[12],[13],[14],[15], Dargaud, Paris, 23 septembre 2022
Scénario : Dominique Roques - Dessin et couleurs : Alexis Dormal -  (ISBN 9782205203172)
- 15. Les Heures et les jours[16],[17], Dargaud, Paris, 13 octobre 2023
Scénario : Dominique Roques - Dessin et couleurs : Alexis Dormal -  (ISBN 978-2-205-20802-3)
- 16. Haïku[18], Dargaud, Paris, 4 octobre 2024
Scénario : Dominique Roques - Dessin et couleurs : Alexis Dormal -  (ISBN 978-2-205-21169-6)

L'Étymologie avec Pico Bogue
1. Volume I, septembre 2018
2. Volume II, septembre 2019

Ana Ana, scénario de Dominique Roques, Dargaud
- 1. Douce nuit[19], Dargaud, coll. « Jeunesse », Paris, 5 octobre 2012
Scénario : Dominique Roques - Dessin et couleurs : Alexis Dormal -  (ISBN 978-2-205-06950-1),Format à l'italienne.
- 2. Déluge de chocolat[19], Dargaud, coll. « Jeunesse », Paris, 5 octobre 2012
Scénario : Dominique Roques - Dessin et couleurs : Alexis Dormal -  (ISBN 978-2-205-06951-8)
- 3. Une virée à la mer, Dargaud, coll. « Jeunesse », Paris, 14 mars 2014
Scénario : Dominique Roques - Dessin et couleurs : Alexis Dormal -  (ISBN 978-2-205-07270-9)
- 4. Les Champions du désordre, Dargaud, coll. « Jeunesse », Paris, 4 septembre 2014
Scénario : Dominique Roques - Dessin et couleurs : Alexis Dormal -  (ISBN 978-2-205-07308-9)
- 5. Super-héros en herbe, Dargaud, coll. « Jeunesse », Paris, 6 mars 2015
Scénario : Dominique Roques - Dessin et couleurs : Alexis Dormal -  (ISBN 978-2-205-07410-9)
- 6. Tous au bain !, Dargaud, coll. « Jeunesse », Paris, 11 septembre 2015
Scénario : Dominique Roques - Dessin et couleurs : Alexis Dormal -  (ISBN 978-2-205-07411-6)
- 7. On n'a pas peur du noir ![20], Dargaud, coll. « Jeunesse », Paris, 4 mars 2016
Scénario : Dominique Roques - Dessin et couleurs : Alexis Dormal -  (ISBN 978-2-205-07568-7)
- 8. Coup de peigne pour touffe de poils, Dargaud, coll. « Jeunesse », Paris, 2 septembre 2016
Scénario : Dominique Roques - Dessin et couleurs : Alexis Dormal -  (ISBN 978-2-205-07557-1)
- 9. La Savane dans mon jardin, Dargaud, coll. « Jeunesse », Paris, 10 mars 2017
Scénario : Dominique Roques - Dessin et couleurs : Alexis Dormal -  (ISBN 978-2-205-07661-5)
- 10. Ana Ana est malade[21], Dargaud, coll. « Jeunesse », Paris, 18 août 2017
Scénario : Dominique Roques - Dessin et couleurs : Alexis Dormal -  (ISBN 9782205076622)
- 11. Ana Ana très pressée[22], Dargaud, coll. « Jeunesse », Paris, 9 mars 2018
Scénario : Dominique Roques - Dessin et couleurs : Alexis Dormal -  (ISBN 9782205077049)
- 12. Je ne veux pas être une princesse[23] !, Dargaud, coll. « Jeunesse », Paris, 7 septembre 2018
Scénario : Dominique Roques - Dessin et couleurs : Alexis Dormal -  (ISBN 9782205077889)
- 13. Papillons, lilas et fraises des bois, Dargaud, coll. « Jeunesse », Paris, 19 avril 2019
Scénario : Dominique Roques - Dessin et couleurs : Alexis Dormal -  (ISBN 9782205079227)
- 14. Un bel hiver, Dargaud, coll. « Jeunesse », Paris, 25 octobre 2019
Scénario : Dominique Roques - Dessin et couleurs : Alexis Dormal -  (ISBN 9782205079234)
- 15. Les Doudous libraires[24], Dargaud, coll. « Jeunesse », Paris, 6 mars 2020
Scénario : Dominique Roques - Dessin et couleurs : Alexis Dormal -  (ISBN 9782205084900)
- 16. L'Étrange dessin, Dargaud, coll. « Jeunesse », Paris, 24 septembre 2020
Scénario : Dominique Roques - Dessin et couleurs : Alexis Dormal -  (ISBN 978-2-205-08491-7)
- 17. Va-t'en, va-t'en, chagrin ![25], Dargaud, coll. « Jeunesse », Paris, 19 mars 2021
Scénario : Dominique Roques - Dessin et couleurs : Alexis Dormal -  (ISBN 978-2-205-08537-2)
- 18. L'Histoire incroyable, Dargaud, coll. « Jeunesse », Paris, 17 septembre 2021
Scénario : Dominique Roques - Dessin et couleurs : Alexis Dormal -  (ISBN 9782205085815)
- 19. Touffe de poil, drôle d'animal !, Dargaud, coll. « Jeunesse », Paris, 4 mars 2022
Scénario : Dominique Roques - Dessin et couleurs : Alexis Dormal -  (ISBN 9782205203080)
- 20. Joyeux anniversaire !, Dargaud, coll. « Jeunesse », Paris, 23 septembre 2022
Scénario : Dominique Roques - Dessin et couleurs : Alexis Dormal -  (ISBN 9782205203141)
- 21. Comment bien dormir avec six doudous ?[26], Dargaud, coll. « Jeunesse », Paris, 10 mars 2023
Scénario : Dominique Roques - Dessin et couleurs : Alexis Dormal -  (ISBN 9782205206432)
- 22. Joyeux Noël[27], Dargaud, coll. « Jeunesse », Paris, 13 octobre 2023
Scénario : Dominique Roques - Dessin et couleurs : Alexis Dormal -  (ISBN 9782205211214)
- 23. Le Sable, les vagues et touffe de poils[28],[29], Dargaud, coll. « Jeunesse », Paris, 8 mars 2024
Scénario : Dominique Roques - Dessin et couleurs : Alexis Dormal -  (ISBN 978-2-205-20644-9)
- 24. Les Doudous licornes[30], Dargaud, coll. « Jeunesse », Paris, 4 octobre 2024
Scénario : Dominique Roques - Dessin et couleurs : Alexis Dormal -  (ISBN 978-2-205-21170-2)
- 25. Le Grand Pique-nique, Dargaud, coll. « Jeunesse », Paris, 21 mars 2025
Scénario : Dominique Roques - Dessin et couleurs : Alexis Dormal -  (ISBN 978-2-205-21210-5)

### One-shots et participations
- BD Jazz, tome Nat King Cole, Éditions Nocturne, 2003
- BD Jazz, hors série Best of BD Jazz, collectif, Éditions Nocturne, 2004
- Les Gens normaux[31], Casterman, coll. « Écritures », Bruxelles, 9 octobre 2013
Scénario : collectif - Dessin : collectif dont Alexis Dormal - Couleurs : quadrichromie -  (ISBN 978-2-203-07724-9) — Préface : Robert Badinter.
- La Galerie des Illustres, Dupuis, Marcinelle, 5 avril 2013
Scénario : collectif - Dessin : collectif dont Alexis Dormal - Couleurs : quadrichromie -  (ISBN 978-2-8001-5711-5)Entretiens menés par Jean-Pierre Fuéri.
- Tralalire no 180, novembre 2015, histoire courte Si j'avais un lion, scénario de Marine Gérald.

### Expositions
- Pico Bogue en famille[32], Centre belge de la bande dessinée, Bruxelles du 10 décembre 2019 au 13 septembre 2020.
- Pico Bogue, Maison de la BD, Blois, du 25 juin au 31 août 2024[33],[34],[35].

## Récompenses
- 2009 :  Prix Saint-Michel de l'avenir (avec Dominique Roques), pour Pico Bogue, t. 2 : Situations critiques[36].

#### Périodiques
- Jean-Pierre Fuéri, « La Galerie des illustres », Spirou, Dupuis, no 3892,‎ 14 novembre 2012 (ISSN 0771-8071).

#### Articles
- Alexis Dormal et Dominique Roques (interviewés par Alexis Seny), « Alexis Dormal et Dominique Roques, Pico Bogue et Ana Ana, en famille au CBBD : « Pico, c’est un pansement » », Branchés Culture,‎ 1er février 2020 (lire en ligne, consulté le 2 novembre 2024).
- Alexis Dormal (interviewé par Kelian Nguyen), « Interviews : Alexis Dormal (Pico Bogue) : "Le jeu, c’est de trouver un alphabet graphique et de jongler avec ça pour servir la musique du texte". », ActuaBD,‎ 25 juin 2024 (lire en ligne, consulté le 2 novembre 2024).

### Vidéographie
- [vidéo] « Dominique Roques et Alexis Dormal, Pico Bogue », sur YouTube, 17 juin 2019
- [vidéo] « Kaboom ! au Musée de la BD #3 : Pico Bogue en famille ! », sur YouTube, 26 février 2020